# Dicolonus simplex
Dicolonus simplex är en tvåvingeart som beskrevs av Friedrich Hermann Loew 1866. Dicolonus simplex ingår i släktet Dicolonus och familjen rovflugor. Inga underarter finns listade i Catalogue of Life.